# Ivan Petrovitj Kirilov
Ivan Petrovitj Kirilov (ryska: Иван Петрович Кирилов), född 1821 i Jalutorovsk, död 11 september 1842 i Arzamas, var en rysk botaniker och upptäcktsresande. Han gjorde flera botaniska expeditioner tillsammans med Grigorij Silytj Karelin.
Auktorsnamnet Kir. kan användas för Ivan Petrovitj Kirilov i samband med ett vetenskapligt namn inom botaniken; se Wikipediaartiklar som länkar till auktorsnamnet.